# Огій Яків Родіонович
Яків Родіонович Огій (21 жовтня 1891 — розстріляний 13 липня 1937) — український радянський діяч, один із організаторів українського повстанського руху проти гетьманату П.Скоропадського, німецької і денікінської окупації.

## Біографія
Народився на хуторі Огіївка Кобеляцького повіту Полтавської губернії в незаможній селянській сім'ї. Освіти не мав. Працював у наймах, вантажником, шевцем. Член Української партії соціалістів-революціонерів з 1917, з 1918 — УПСР (боротьбистів). У липні 1918 закликав селян Кобеляцького повіту до спротиву аграрній та національній політиці гетьманату і німецькому командуванню. Організатор одного з перших в Україні протигетьманських та протинімецьких повстань (у Попівці Кобеляцького повіту) восени 1918. У контакті з міжпартійним Полтавським підпільним губернським революційним комітетом організував партизанський загін. 1919 разом з О.П'ятенком та К.Матяшем створив партизанську бригаду, яка незабаром переросла в з'єднання і мала воювати в складі Червоної армії з військами А.Денікіна, але влилася до військ Української Народної Республіки (у районі Ружина). Спільно із О.Лісовиком та К.Матяшем очолив рейд цього з'єднання по тилах денікінських військ до Катеринослава (нині м. Дніпро). У ході рейду були захоплені міста Канів, Хорол, Решетилівка; 2 рази партизани вривалися до Полтави. У грудні 1919 бригада Огія звільнила Полтаву, а потім — м. Кременчук. На основі цього з'єднання та інших повстанських загонів боротьбисти прагнули створити незалежну від більшовиків Українську Червону армію, а з її допомогою — самостійну Українську радянську республіку. 1920 Огій — голова Кобеляцького повітового виконкому, член КП(б)У. У липні 1920 перейшов до самостійницької Української комуністичної партії. 1921 знову повернувся до КП(б)У.
У 1923—1924 роках — голова виконавчого комітету Красноградської окружної ради Полтавської губернії. Потім працював на відповідальній роботі в Роменській окрузі. У 1924—1925 роках — голова виконавчого комітету Полтавської окружної ради Полтавської губернії.
З 1927 року — на керівних посадах в с.-г. кооперації УСРР: голова Всеукраїнської спілки скотарської кооперації «Добробут».
У 1933—1935 роках — заступник народного комісара землеробства УСРР. У серпні 1935 засуджений нібито за зловживання і халатність у конярстві до 5-ти років ув'язнення. 1937 страчений у м. Київ як «активний учасник контрреволюційної терористичної організації правих».